# Lúcio Cássio Longino (cônsul em 30)
Lúcio Cássio Longino (em latim: Lucius Cassius Longinus; m. 40) foi um político romano da gente Cássia eleito cônsul em 30 com Marco Vinício. Era filho de Lúcio Cássio Longino, cônsul sufecto em 11, e irmão de Caio Cássio Longino, que o substituiu como cônsul sufecto em 30.

## Carreira
Além de seu consulado, Longino foi um renomado jurista com grande influência no Senado e escreveu quinze livros sobre direito civil.
Tibério ordenou que Cássio se casasse com Drusila, filha de Germânico e irmã de Calígula. Já imperador, Calígula ordenou que ele se divorciasse dela para casá-la com Marco Emílio Lépido em meio a rumores de uma relação incestuosa entre o imperador e sua irmã.
Em 40, Longino foi procônsul da Ásia, de onde foi obrigado a retornar a Roma já preso para ser executado por Calígula por conta de um oráculo que o imperador interpretou como indicando que Cássio seria seu assassino. Por uma estranha coincidência, Calígula foi de fato morto por um Cássio, mas o tribuno Cássio Quereia.